# مورو ساليفو
مورو ساليفو (مواليد 15 ديسمبر 1998) هو لاعب كرة قدم غاني يلعب في مركز خط الوسط في نادي الاتحاد السكندري.

## روابط خارجية
- مورو ساليفو على موقع Soccerway.com (الإنجليزية)
- مورو ساليفو على موقع GSA (الإنجليزية)